# Saint-Jean-du-Marché
Saint-Jean-du-Marché is een Franse plaats in de gemeente La Neuveville-devant-Lépanges in het departement Vosges in de regio Grand Est.

## Geschiedenis
Saint-Jean-du-Marché een zelfstandige gemeente tot op 1 januari 1973 het een commune associée werd van de gemeente La Neuveville-devant-Lépanges.

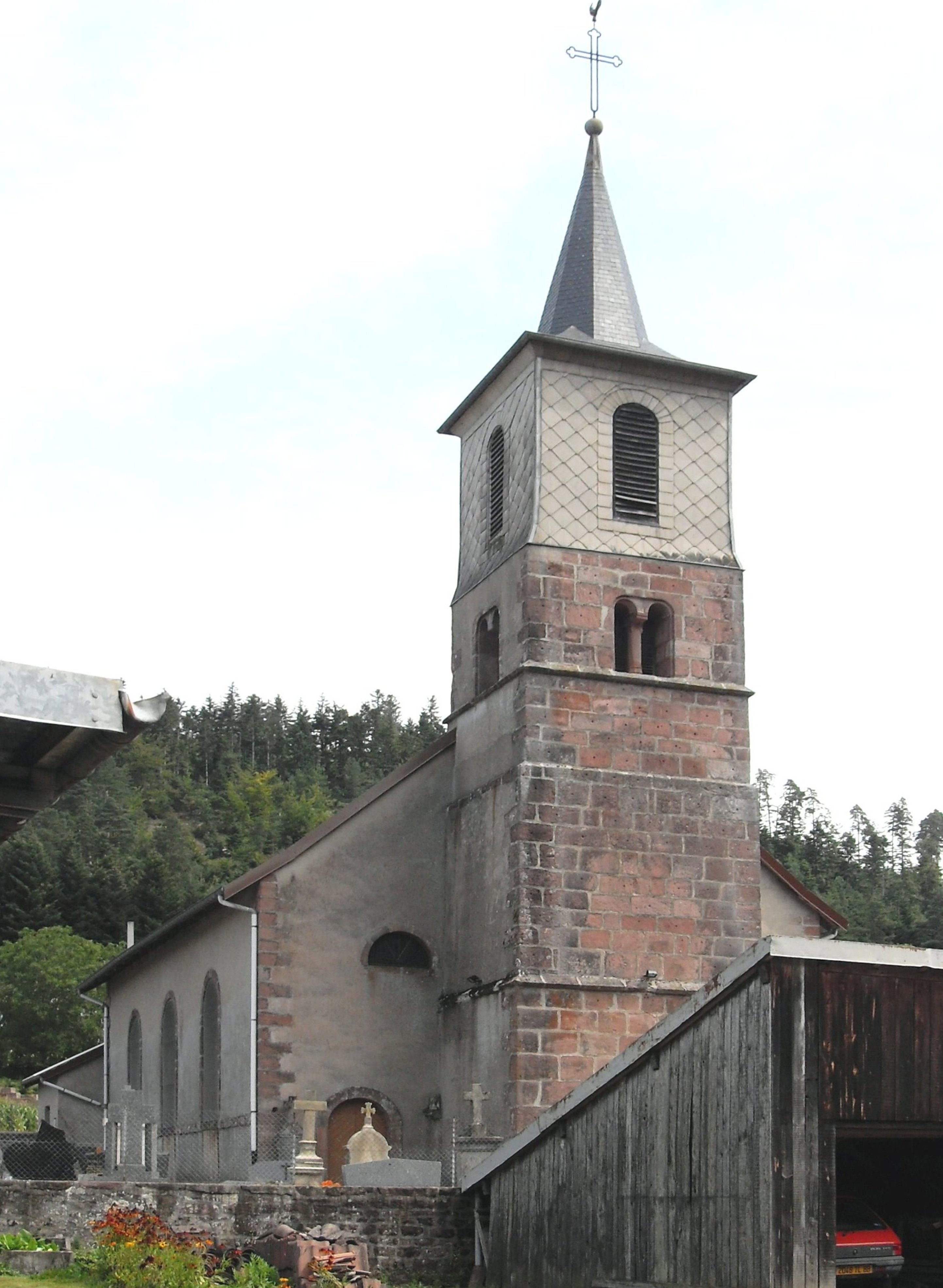
De kerk van Saint-Jean-du-Marché